# Henry III av Bar
Henry III av Bar, död 1302, var en fransk greve, regerande greve av Bar 1291-1302.
Han gifte sig 20 september 1293 med Edvard I av Englands dotter Eleonor Plantagenet i Champagne, Frankrike.
De fick tre barn;
1. Eleanor av Bar
2. Joan av Bar (f. 1295)
3. Edouard I av Bar (Comte De Bar) (f. 1294) (g.m. Marie De Borgougne)